# Hypsoides semifusca
Hypsoides semifusca är en fjärilsart som beskrevs av Sergius G. Kiriakoff 1969. Hypsoides semifusca ingår i släktet Hypsoides och familjen tandspinnare. Inga underarter finns listade i Catalogue of Life.